# Вар (Верхняя Сона)
Вар (фр. Vars) — коммуна во Франции, находится в регионе Франш-Конте. Департамент — Верхняя Сона. Входит в состав кантона Отре-ле-Гре. Округ коммуны — Везуль.
Код INSEE коммуны — 70523.

## География

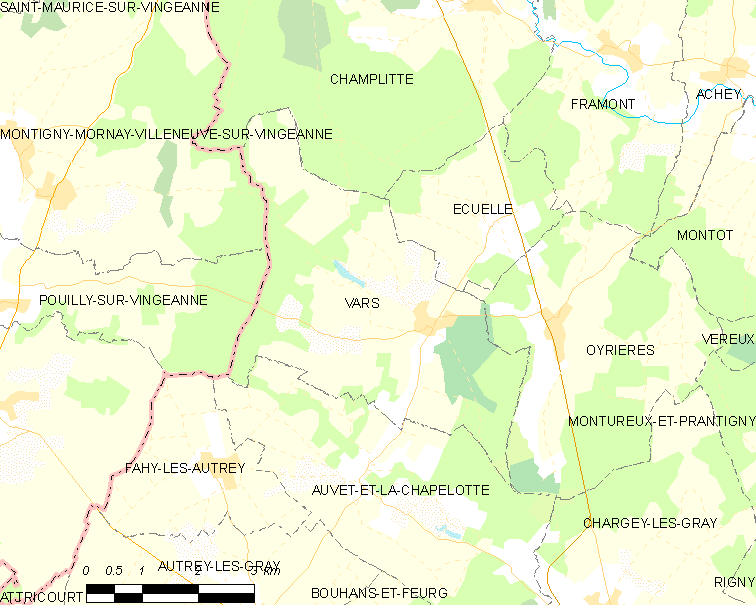
Карта коммуны

Коммуна расположена приблизительно в 280 км к юго-востоку от Парижа, в 50 км северо-западнее Безансона, в 50 км к западу от Везуля.
По территории коммуны протекает небольшая река Экулот.

## Население
Население коммуны на 2010 год составляло 202 человека.
| 1962 | 1968 | 1975 | 1982 | 1990 | 1999 | 2010 |
| ---- | ---- | ---- | ---- | ---- | ---- | ---- |
| 189  | 212  | 215  | 179  | 179  | 190  | 202  |

## Администрация
| Период | Период | Фамилия        | Партия | Примечания |
| ------ | ------ | -------------- | ------ | ---------- |
| 2001   | 2008   | Поль Сево      |        |            |
| 2008   | 2014   | Жан-Пьер Сорне |        |            |

## Экономика
В 2010 году среди 115 человек трудоспособного возраста (15—64 лет) 78 были экономически активными, 37 — неактивными (показатель активности — 67,8 %, в 1999 году было 72,6 %). Из 78 активных жителей работали 71 человек (41 мужчина и 30 женщин), безработных было 7 (4 мужчины и 3 женщины). Среди 37 неактивных 10 человек были учениками или студентами, 14 — пенсионерами, 13 были неактивными по другим причинам.

## Достопримечательности
- Аббатство Тёле[фр.] ордена цистерцианцев (XII век). Исторический памятник с 2000 года[3]
- Придорожное распятие (XVI век). Исторический памятник с 1927 года[4]